# 安图西站
安图西站（中国朝鲜语：／）位于中华人民共和国吉林省延边朝鲜族自治州安图县，是长珲城际铁路上的火车站，于2015年9月20日启用，由沈阳铁路局管辖。

## 車站周邊
- 安图县农业局
- 安图县土地局
- 安图县林业局
- 安图县水利局
- 长白山廉政文化研究会
- 安图县文化馆
- 安图县人民政府
- 安图县第二中学
- 二龙山公园
- 布尔哈通河

## 歷史
- 2015年9月20日启用。

## 外部連結
- 中国铁路客户服务中心（页面存档备份，存于）